# Eduardo Tamayo Órdenes
Eduardo Tamayo Órdenes (Parral, Región del Maule, Chile, 11 de septiembre de 1949) es un jinete chileno de rodeo que ha sido campeón en siete ocasiones del Campeonato Nacional de Rodeo, cita máxima del deporte nacional de Chile.
Actualmente pertenece a la Asociación Valdivia y al Criadero Santa Isabel, haciendo dupla con Juan Carlos Loaiza, se han coronado campeones nacionales en seis ocasiones y, según expertos, es uno de los mejores jinetes de los últimos tiempos. Aparte de sus siete títulos nacionales, ostenta 6 vicecampeonatos y tres veces ha obtenido el tercer lugar.
Su primer Campeonato Nacional fue en la temporada 1976-1977, haciendo dupla con Samuel Parot, que era en esos tiempos uno de los mejores jinetes de Chile, de él aprendió muchas técnicas dentro de la medialuna, técnicas que lo convertirían en un gran campeón. En el Campeonato Nacional de Rodeo de 1981 alcanza el vicecampeonato nacional de Chile, nuevamente junto a Samuel Parot y esta vez montando a Cachita y Agora Qué, siendo superados solo por Ramón Cardemil y Manuel Fuentes, el primero alcanzó su séptimo título nacional, obteniendo un récord que duraría más de treinta años.
En 1981 comenzó a defender las mantas del Santa Isabel y en 1992 comienza a correr junto a Loaiza, saliendo campeones de Chile dos años más tarde y posteriormente en el 2000, 2002 y 2007. En el Campeonato Nacional de Rodeo de 2007 alcanza su quinto título nacional, igualando la marca de su máximo ídolo en el rodeo, Ruperto Valderrama.
En el Campeonato Nacional de Rodeo de 2012 alcanzó su sexto título junto a Juan Carlos Loaiza, en "Cantora" y "Alabanza" con 37 puntos. Posteriormente alcanzó su séptimo título nacional en el campeonato de 2014 igualando la marca del mítico Ramón Cardemil.
Es conocido como Lalo y es un fanático hincha de Universidad de Chile. Desde agosto de 2021 es considerado un Arreglador Maestro de la Escuela Ecuestre Huasa, conforme al reglamento publicado por la Federación Deportiva Nacional del Rodeo Chileno.

## Campeonatos nacionales
| Año  | Collera            | Caballos                    | Puntaje | Asociación |
| ---- | ------------------ | --------------------------- | ------- | ---------- |
| 1977 | Samuel Parot       | "Guariqueque" y "Desiderio" | 27      | Valdivia   |
| 1994 | Juan Carlos Loaiza | "Esbelta" y "Escandaloza"   | 35      | Valdivia   |
| 2000 | Juan Carlos Loaiza | "Talento" y "Escorpión"     | 40      | Valdivia   |
| 2002 | Juan Carlos Loaiza | "Talento" y "Almendra"      | 36      | Valdivia   |
| 2007 | Juan Carlos Loaiza | "Talento" y "Fiestera"      | 38      | Valdivia   |
| 2012 | Juan Carlos Loaiza | "Cantora" y "Alabanza"      | 37      | Valdivia   |
| 2014 | Juan Carlos Loaiza | "Dulzura" y "Delicada"      | 38      | Valdivia   |

### Segundos campeonatos
- 1981: junto con Samuel Parot, montando a "Cachita" y "Agora Qué" con 20 puntos.
- 1991: junto con Ricardo de la Fuente, montando a "Escorpión" y "Río Negro" con 28 puntos.
- 1998: junto con Juan Carlos Loaiza, montando a "Estirpe" y "Escoria" con 35+4 puntos.
- 1999: junto con Juan Carlos Loaiza, montando a "Escorpión" y "Talento" con 38 puntos.
- 2003: junto con Juan Carlos Loaiza, montando a "Estimulada" y "Barricada" con 40 puntos.
- 2004: junto con Juan Carlos Loaiza, montando a "Estimulada" y "Barricada" con 32+10 puntos.

### Terceros campeonatos
- 1994: junto con Ricardo de la Fuente, montando a "Escorpión" y "Río Negro" con 32 puntos.
- 1996: junto con Juan Carlos Loaiza, montando a "Es Cosa" y "Escorpión" con 28 puntos.
- 2011: junto con Juan Carlos Loaiza, montando a "Fantástico" y "Galanteo" con 28 puntos.
- 2015: junto con Juan Carlos Loaiza, montando a "Dulzura" y "Delicada" con 35 puntos.
- 2018: junto con Juan Carlos Loaiza, montando a "Isleña T.E." e "Isaura" con 32 puntos.